# Katowice Business Point
Katowice Business Point – biurowiec położony w Katowicach przy skrzyżowaniu ul. Chorzowskiej z ul. ks. Piotra Ściegiennego, obok centrum handlowego Silesia City Center.
Jest budynkiem biurowo-konferencyjny z dodatkową funkcją handlowo-usługową; wzniesiony w latach 2008−2010. Posiada 11 kondygnacji nadziemnych i 3 podziemne, powierzchnię użytkową 17 200 m² i 200 miejsc parkingowych. Obiekt wspólnie zaprojektowały biura architektoniczne Jaspers Eyers & Partners z Belgii oraz Konior & Partners z Polski (inne źródło Czora & Czora).
W budynku mają swoje biura:
- Tauron Polska Energia SA
- PricewaterhouseCoopers[6]
- Alior Bank SA
- Polskie Towarzystwo Ubezpieczeń Gothaer SA
- Sii sp. z  o.o.
- Spółki Eurofins: GSC Poland[7], GSC IT[8] oraz NSC[9]
- Grupa Żywiec SA